# 스케치 (소프트웨어)
스케치(Sketch)는 네덜란드 회사 스케치 B.V에서 개발한 macOS용 벡터 그래픽 편집기이다.

## 기능
- 프로토타입
- 콜라보레이션

## 경쟁 소프트웨어
- 피그마
- 어도비 에이디

## 같이 보기
- 어도비 XD